# Supercoppa del Portogallo 1982 (hockey su pista)
La Supercoppa del Portogallo 1982 è stata la 1ª edizione dell'omonima competizione portoghese di hockey su pista. Il torneo ha avuto luogo dal 2 al 9 ottobre 1982.
A conquistare il trofeo è stato lo Sporting CP al primo successo nella sua storia.

## Squadre partecipanti
| Club        | Qualificazione                       | Partecipazioni precedenti (il grassetto indica la vittoria) |
| ----------- | ------------------------------------ | ----------------------------------------------------------- |
| Sporting CP | Detentore della 1ª Divisão           | Esordiente                                                  |
| Benfica     | Detentore della Coppa del Portogallo | Esordiente                                                  |

## Risultati
| Squadra 1 | Totale | Squadra 2   | Andata | Ritorno |
| --------- | ------ | ----------- | ------ | ------- |
| Benfica   | 6 - 9  | Sporting CP | 4 - 3  | 2 - 6   |

| Lisbona 2 ottobre 1982 Finale di andata | Benfica | 4 – 3 | Sporting CP |  |

| Lisbona 9 ottobre 1982 Finale di ritorno | Sporting CP | 6 – 2 | Benfica |  |